# Kótoku-in
Kótoku-in (高徳院, nyugaton Kōtoku-in) a Tiszta Föld buddhista szekta temploma, Japán Kanagava tartományának Kamakura városában.
A templom a Nagy Buddháról (daibucu), a templom előtt álló Amida Buddha nevű monumentális bronzszoborról híres, ami az ország legismertebb szimbolikus alkotásai közé tartozik. A Nara városában látható Tódai-dzsi után a második legnagyobb alkotás.
A szobor keletkezése valószínűleg 1252-re tehető, a Kamakura-korszakra, amikor a templomi iratok egy bronzszobor építését említik. Az azonban homályos, hogy vajon ez azonos-e a mai szoborral. A szobrot egy fatemplomban emelték, az épületet azonban egy cunami elmosta valamikor a Muromacsi-korszakban, a 15. század második felében. A szobor fennmaradt és azóta szabad téren áll.
1960–1961-ben felujították, ennek során a nyakát megerősítették és méreteket vettek róla, hogy a földrengésektől megvédhessék.

## A Nagy Buddha-szobor

Amida Buddha-szobor a Kótoku-inben

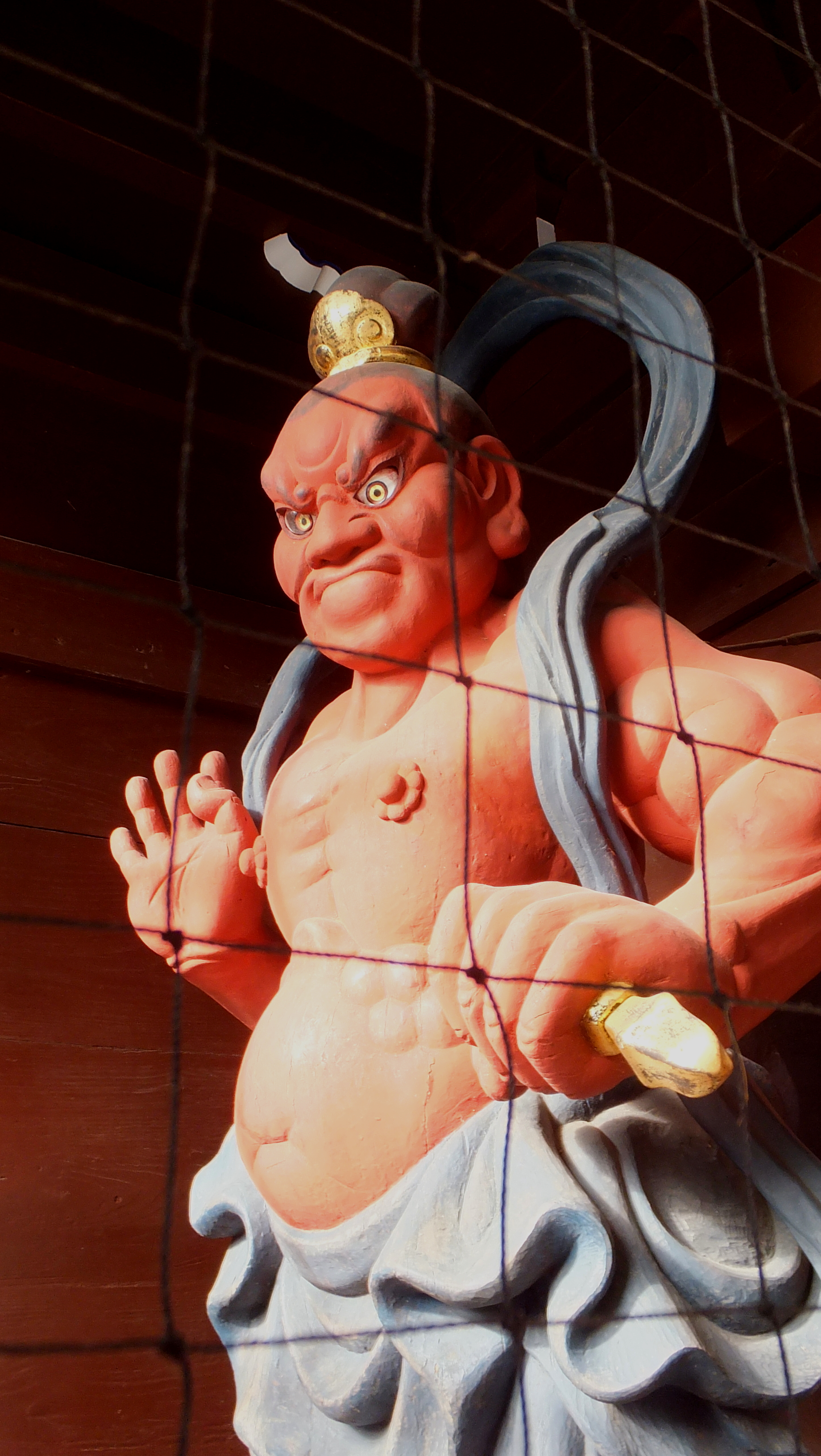
A fő boltívben található két Nio egyike

A kamakurai Nagy Buddha egy hatalmas, Amida Buddhát formázó kültéri bronzszobor Japánban, a Kanagava prefektúrában.
A szobrot valószínűleg 1252-ben öntötték, egy Dzsókó nevű szerzetes ötlete alapján, aki adományokat is gyűjtött a cél érdekében. A szobor készítője Óno Goróemon és Tandzsi Hiszatomo volt.
A szobornak eredetileg egy templom adott otthont, de ezt 1495-ben elmosta egy cunami, azóta áll a Buddha a szabad ég alatt. Az 1960–61-es felújítások során megerősítették a szobor nyakát és lépéseket tettek annak érdekében, hogy képes legyen ellenállni a földrengéseknek.

## Adatai
- Tömege: 93 tonna (a szobor belül üreges)
- Magassága: 13,35 méter
- Az arc hossza: 2,35 méter
- A szemek távolsága: 1 méter
- A száj szélessége: 0,82 méter
- A fülek hossza: 1,90 méter
- A két térd közötti távolság: 9,10 méter
- A hüvelykujjak átmérője: 0,85 méter

## Érdekesség
Rudyard Kipling – 1901-ben íródott – Kim című regényében gyakran hivatkozik a szoborra mint a „kamakurai Buddhára”. 

## Fordítás
- Ez a szócikk részben vagy egészben  a   Kōtoku-in című angol Wikipédia-szócikk ezen változatának fordításán alapul.  Az eredeti cikk szerkesztőit annak laptörténete sorolja fel. Ez a jelzés csupán a megfogalmazás eredetét és a szerzői jogokat jelzi, nem szolgál a cikkben szereplő információk forrásmegjelöléseként.

## Külső hivatkozások
- Az angol Wikiforrásban további forrásszövegek találhatók Kótoku-in témában.